# Nhạc trữ tình
Nhạc trữ tình là một từ ngữ Hán-Việt. Chữ "trữ tình" (抒情), có nghĩa là mô tả tình cảm (thổ lộ tình cảm). Từ "trữ tình" xuất phát từ tiếng Hi Lạp λυρική và tính từ "trữ tình" được chứng thực vào cuối thế kỉ thứ XV. Tiếng Pháp có nghĩa là lyrique. Từ này có thể sử dụng trong văn chương (đặc biệt thơ ca), mĩ thuật, nhảy múa, kiến trúc, triết học và âm nhạc. Với riêng âm nhạc, ban đầu chỉ các bài thơ được hát với đàn lia. Nhạc trữ tình có thể được chỉ cho các tác phẩm nhạc cổ điển, hay nhạc đại chúng và nhạc dân gian, cho cả khí nhạc lẫn thanh nhạc. Với nhạc cổ điển, tính chất trữ tình thường bộc lộ ở độc tấu nhạc cụ.
Ngày nay, khái niệm ca khúc trữ tình là để phân biệt với ca khúc nghệ thuật (art songs), hành khúc, ca khúc cổ động, ca khúc giải trí sôi động, thường để chỉ cho các ca khúc nhạc đại chúng (Popular music) có tính chất mô tả tình cảm giàu chất thơ, lãng mạn, bay bổng, nhịp điệu chậm, êm dịu, buồn bã, du dương, dễ nghe, dễ thuộc tức không phải là các ca khúc sôi động, hùng tráng, mạnh mẽ. Các ca khúc đó có thể là tình ca (ca khúc tình yêu - Love song), có thể là nhạc nói về quê hương đất nước hoặc các chủ đề khác. Tuy nhiên không phải là tình ca hay bài hát về quê hương đất nước nào, hay bài hát đại chúng nào cũng có thể gọi là nhạc trữ tình. Thường thì nhạc rock mạnh sôi động hay hành khúc không phải là ca khúc trữ tình. Trong tiếng Anh, các ca khúc trữ tình được gọi là sentimental ballad, tức là nhạc ballad trữ tình, tức là các ca khúc trữ tình có tính chất ballad, tức có tính chất thơ, nhưng dễ thuộc dễ hát, không quá hoa mĩ nhưng vẫn có sự lãng mạn, nhịp điệu lặp đi lặp lại và dễ phân định điệu thức- thuộc về dòng văn hóa đại chúng, các sáng tác cho giọng thứ, bài hát có đệm bằng đàn guitar, piano và violin, thường có tính Acoustic. Lưu ý là trong nhạc cổ điển, hay ca khúc nghệ thuật cũng có thể có tính chất trữ tình. Nhưng cách hiểu phổ thông, nhạc trữ tình là áp cho nhạc đại chúng, nhạc nhẹ, nhạc thị trường, là một phần của các thể loại đó.
Ở Việt Nam, các ca khúc trữ tình êm diụ, lãng mạn, bay bổng, chậm buồn có trong nhiều dòng nhạc. Trong nhạc cách mạng, có các ca khúc được gọi là trữ tình cách mạng, có thể có tính trần thuật, chính luận hay phong cách / tính chất dân gian...Nhạc tiền chiến và nhạc tình khúc, nhạc vàng trước 1975, và nhạc nhẹ, nhạc pop ballad cũng có rất nhiều ca khúc có tính chất trữ tình. Tương tự, là trong thể loại dân ca. Dòng trữ tình quê hương để chỉ các ca khúc có tính chất trữ tình, chậm, buồn hay êm dịu, và chủ đề nói về quê hương đất nước, có thể là một làng quê hay thành phố, hay các ca khúc về nhạc lý có phong cách dân gian (dân dã, vay mượn nhạc truyền khẩu cổ truyền, mang đặc trưng văn hóa nông thôn Việt Nam, đậm đà bản sắc dân tộc).